# 순다과일박쥐
순다과일박쥐(Acerodon mackloti)는 큰박쥐과에 속하는 박쥐의 일종이다. 인도네시아의 토착종이다.

## 특징
중간 또는 큰 크기의 박쥐로 전체 몸길이가 220~238mm이고 전완장이 135~156mm이다. 귀 길이는 32~34mm, 날개 폭은 최대 1,070mm이고 몸무게는 최대 565g이다. 어깨 쪽 털은 양털처럼 부드럽고 엉덩이와 골반 쪽은 부드럽고 물결치는 듯한 모습을 보이는 반면에 등 쪽은 매끄럽고 결이 납작하게 누워있다. 등과 머리 쪽은 갈색빛 노랑부터 불그스레한 갈색까지 다양하고, 어깨는 앞 쪽 황금빛 노랑에서 뒷 쪽으로 목덜미가 점점 밝은 색을 띤다. 배 쪽은 갈색빛 노랑부터 갈색까지 다양하다.

## 생태
말레이날여우박쥐와 함께 망고나무에 300~500마리씩 무리를 지어 은신한다. 정원과 이차림에서 포획되곤 한다. 해가 지면 코코야자 농장과 같은 먹이가 있는 곳으로 움직인다. 먹이는 열매 특히 무화과와 코코야자의 부드러운 부분과 익지않은 열매다. 3월과 5월에 티모르섬에서 한 마리의 새끼를 밴 암컷이 포획되는 반면에 10월에는 롬복섬에서 젖을 먹이는 암컷이 포획된다.

## 분포 및 서식지
[인도네시아]] 순다 열도에 제한적으로 분포한다. 해발 최대 450m 이하에서 해안가 숲을 따라서 서식한다.

## 아종
5종의 아종이 알려져 있다.
- A. m. floresi (Gray, 1871) - 플로레스섬, 숨바와섬, 모요섬
- A. m. alorensis (K.Andersen, 1909) - 알로르섬
- A. m. gilvus (K.Andersen, 1909) - 숨바섬
- A. m. mackloti - 티모르섬과 로티섬
- A. m. prajae (Sody, 1936) - 롬복섬